# Jef Tinel

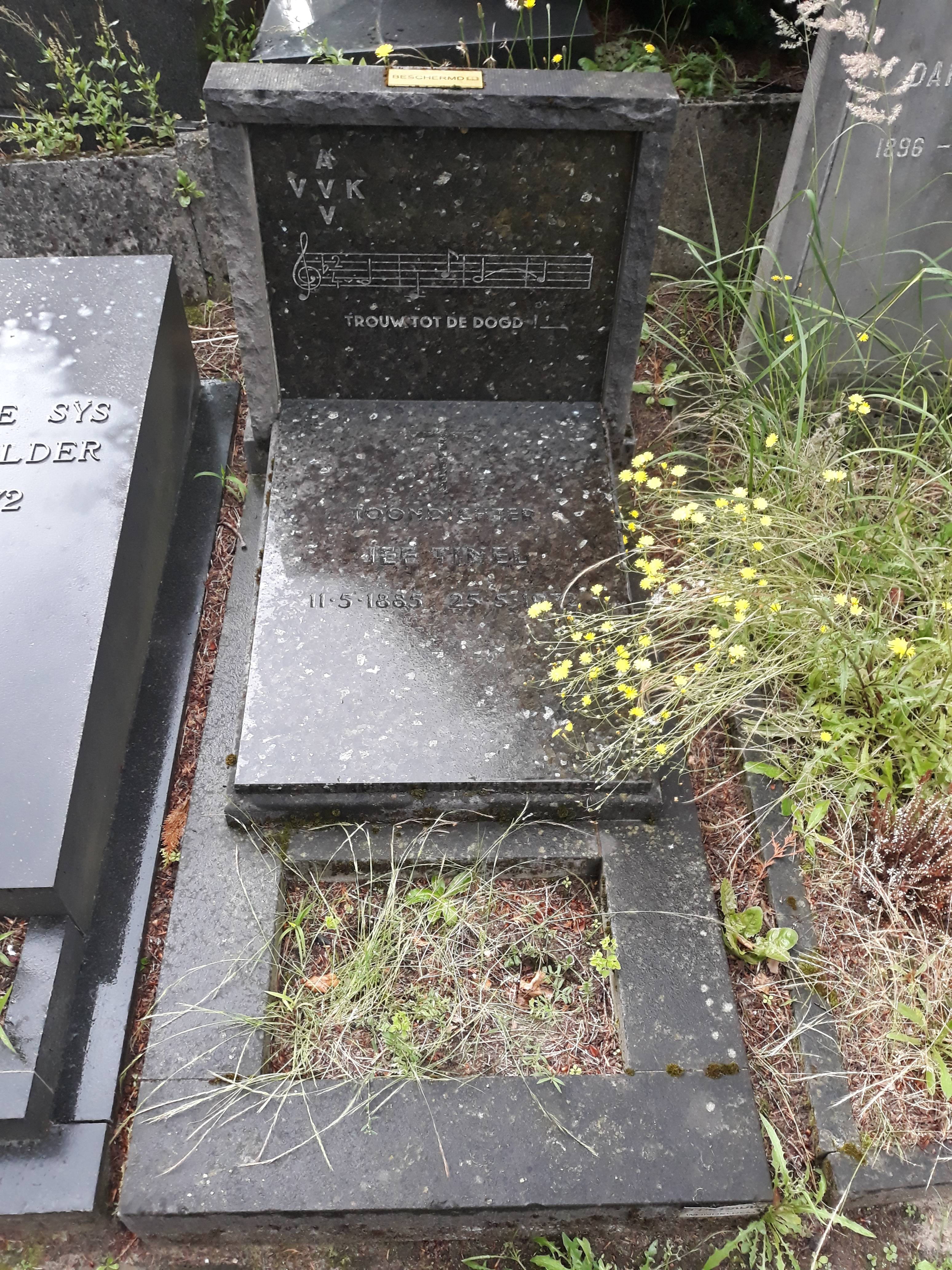
Het graf van Jef Tinel op de Campo Santo (Gent)

Jef "Emiel-Jozef" Tinel (Lessen, 11 mei 1885 – Gent, 25 mei 1972) was een Belgisch musicus. Hij was actief als muziekpedagoog, dirigent, organist en componist. Tinel en zijn muziek stonden ten dienste van de Kerk en de Vlaamse Beweging.

## Opleiding
Hij was zoon van Maria Louise Vande Mergel en Emile-Oscar Tinel (1852-1913). Vader was koster-organist in het Waalse Lessen in Henegouwen. Vaders jongere broer was componist Edgar Tinel (1854-1912). Zelf trouwde hij met Helena Van Den Bosche.
In 1891 verhuisde het gezin naar Maldegem omdat vader Tinel aldaar koster–organist werd. Jef kreeg zijn eerste muziek- en orgellessen van zijn vader en verving als achtjarige knaap reeds zijn vader en andere organisten. Hij schreef toen ook al zijn eerste liederen. Na zijn studies aan het college van Eeklo trok hij naar de Normaalschool in Sint-Niklaas om er onderwijzer en organist te worden. Van 1903 tot 1907 studeerde hij (samen met onder anderen Arthur Meulemans) aan het Lemmensinstituut in Mechelen waar hij laureaat orgel, harmonie, contrapunt en fuga werd onder Aloys Desmet. Ook kreeg hij er les van oom Edgar Tinel, directeur van het Lemmensinstituut. Nadien vervolmaakte hij zich nog in compositie bij Leo Moeremans in Gent (samen met onder anderen Robert Herberigs) .

## Loopbaan: pedagoog, dirigent en organist
Vanaf 1908 startte zijn carrière als koster-organist in Zele, Maldegem, Sint-Amandsberg en Gent. Hij dirigeerde koren, fanfares en harmonieën in onder andere Ardooie, Ieper, Zele, Aspelare, Roeselare, Lede en Aalst. Na een verblijf in Tielt (1929 – 1936) werd Tinel directeur van de muziekschool in Maldegem en leraar aan de Middelbare school in Maldegem en Eeklo. Hij hechtte als pedagoog veel belang aan de rol van het lied in het muziekonderwijs: "Men overlaadt de leerprogramma’s met allerlei vakken, maar voor het gezonde, ontspannende, opvoedende lied blijft er geen tijd… Van de juiste intonatie blijft niets over, vooral als men van in het lager onderwijs niet leert zingen en een soort liedcultus in ere houdt." (Interview uit 1955) .
Tinel bleef directeur tot aan de bevrijding in 1944. Gedurende 13 maanden werd hij geïnterneerd; hij was immers kapelmeester van het Verdinaso geweest.
In 1953 werd hij van alle schuld gezuiverd en had hij zich inmiddels in Gent gevestigd. Hij bespeelde er het orgel van de Augustijnen en zetelde in diverse jury’s van koortoernooien en wedstrijden van fanfares en harmonieën. Hij dirigeerde op de Vlaams Nationaal Zangfeesten, Vlaamse liederavonden en IJzerbedevaarten en trad op tijdens  de radioconcerten (NIR) van Willem De Meyer.
Bij de jaarlijkse bijeenkomsten van kunstenaars op het kasteel van Beernem bij gravin d’Hespel was Jef Tinel geregeld te gast en kwam hij in contact met koningin Elisabeth. Hij overleed in 1972 op 87-jarige leeftijd aan een beroerte.

## Componist
Het grote publiek kent Jef Tinel als componist van het strijdlied ‘Wij zijn bereid’ (Schoon klaart de dag) uit 1937.
Bekend werden ook andere stapliederen zoals ‘Daar waren drie tamboers’, ‘Stormvogels’en ‘Vlaanderens schoonste dag'.
In 1924 publiceerde Alfons Moortgat voor het eerst werk van Jef Tinel, nl. het lied ‘O Blijft’. In zijn inleiding schreef hij: "Ik beschouw het als een voorrecht dat ik deze begaafde leerling van E. Tinel in mijn bundel ‘Orgelmuziek’ voor ’t eerst aan het publiek heb mogen voorstellen als een moderne volgeling van Schumann voor het Vlaamse lied. In deze lof kan enige overdrijving zijn wanneer men hem toepast op zijn kunst in globo; maar zeker is het dat zijn beste liederen het intieme en gemoedelijke van Schumann nabijkomen. Ook de geestelijke liederen van zijn hand (…) hebben reeds de aandacht op hem gevestigd en Muziekwarande mag dan ook terecht schrijven dat hij er onder de jongeren ongetwijfeld de kroon spant."
Ook toondichter Emiel Hullebroeck wist zijn liederen te waarderen en raadde hem aan enkele liederen naar Arthur Wilford te sturen ter publicatie. Wilford gaf er enkele uit.
Op vraag van Hullebroeck ("Ik houd aan de naam Tinel op onze lijsten") werd hij een van de eerste leden van de auteursvereniging NAVEA.
Gaëlle Deldime publiceerde in haar licentiaatsverhandeling aan de ULB de volledige opuslijst. Hieruit blijkt dat Tinel een uitgebreid oeuvre bijeenschreef gaande van orkestsuites en cantates, werken voor orgel en piano tot alle vormen van vocale muziek. Vooral zijn liederen, missen, motetten en profane koorwerken verwierven bekendheid.
Zijn werk kadert in de laat-romantische stroming. Hij was geen vernieuwer en experimenteerde niet. Zijn harmonieën vertonen een eigen persoonlijkheid. Zijn werken zijn evenwichtig opgebouwd met een duidelijke doorzichtige structuur. Zijn orgelwerken en religieuze composities sluiten aan bij de traditie van het Lemmensinstituut. Tinel had een enorme bewondering voor Peter Benoit, maar als componist bleef hij veel klassieker. J.S. Bach was voor hem de basis van de muziek. De muziek van Tinel combineert dan ook het sobere en beheerste classicisme met de romantiek. Vandaar de vergelijking met Schumann.
Voor het orkestwerk ‘Scherts’ won hij een prijs van het NIR. Met zijn koorwerken won hij verschillende provinciale prijzen en van het Davidsfonds en Willemsfonds kreeg hij prijzen voor zijn liederen.
In de bibliotheek van het CVM (Koor en Stem) en bij het ANZ (Algemeen Nederlands Zangverbond) zijn kopieën en transcripties ter beschikking. Via internet (de site IMSLP) worden composities gepubliceerd.

## Enkele werken van dichterbij bekeken

### Liederen
Jef Tinel schreef liederen op teksten van onder anderen Guido Gezelle, Willem Gijssels, Pol De Mont, Lambrecht Lambrechts, Toon de Mindere, Br. Dorothé, René De Clercq en Anton Van Wilderode. Zo zijn er onder andere ‘Sicut lilium’ (Hubert Buyle), ‘O kom met mij in den lentenacht’ (Pol De Mont), ‘O kon ik’ (Karel De Gheldere) en ‘Alleen het leven’ (Jan H. Eekhout). De 3 laatste liederen hebben tevens een begeleiding voor strijkorkest.

### Toneelmuziek
Op teksten van onder anderen Toon de Mindere en Jef Crick schreef hij toneelmuziek: ‘Mozes’, ‘Fra Angelico’, Arnoldusspel’, ‘De verloren zoon’….

### Religieuze koorwerken op Latijnse teksten
In de ‘Missa in honorem sacratissimi Sacramenti’ voor 4 – stemmig gemengd koor met orgelbegeleiding (1915) hebben koor en orgel een evenwaardig aandeel.
De ‘Missa Salve Regina’ (omgezet naar Nederlandse tekst, maar ook in de Latijnse versie bewaard) voor 4 – stemmig koor en orgel (1960) is soberder.
Tinel schreef ook een viertal missen voor gelijke stemmen met orgel.
Het motet ‘O salutaris hostia’ voor 4 – stemmig koor en orgel is strofisch. Dit motet werd in 2012 uitgegeven door Kurt Bikkembergs (Collectio Cathedralis). 
Andere motetten zijn onder andere ‘Terra tremuit’, ‘Tu es sacerdos’, 'In te speravi' ,  'Adeste fideles'  en ‘Pie Jesu’.

### Religieuze koormuziek op Nederlandse teksten
De ‘6 Gezelleliederen’ voor gemengd koor klinken intiem met een serene devotie. In dezelfde stijl componeerde Tinel op tekst van Gezelle ‘Wees gegroet, Maria’, een ingetogen Marialied voor gemengd koor.
‘Keer dine oghen’ (op tekst van Servaas Daems) is een a-capellakoorwerk met een soort omfalische structuur: het einde is een herneming van het beginthema. Het weerkerend hoodthema en de verbredende triolen creëren een plechtstatigheid.
Tinel bewerkte verscheidene kerstliederen (Het viel eens hemels dauwe; Stil nu ‘t kindje slapen wil; Herders, Hij is geboren; Maria die zoude; …).

### Profane koorwerken
Bij de profane koorwerken werd ‘Fantasia’ op een strofische tekst van Albrecht Rodenbach het bekendst. Het klinkt overwegend romantisch, maar door de flarden van droombeelden doet het ook impressionistisch aan.
‘Leg op mijn hart uw voorhoofd’ (tekst van Pol De Mont) en ‘Twee kinderen’ (op tekst van Lodewijk Dosfel) zijn gekenmerkt door modulaties, tekstuitbeelding en sfeerwisselingen.
‘Fijn liefje’, ‘En ’s avonds is het goed’, ‘Truiken over ’t deurken’, ‘Mooi Grietje’ … zijn volksliederen voor koor.
‘Het meisje van Scheveningen’, ‘ Wel Annemarieke’, ‘Rosemarie’, ‘Het looze visschertje’… zijn bewerkingen van bestaande volksliederen. Net zoals Arthur Meulemans opteerde Tinel voor eenvoudige zettingen waarbij de melodie en het volkse karakter de boventoon houden.
Tinel bewerkte ook verschillende Geuzenliederen voor koor.
Op tekst van René De Clercq componeerde Tinel ‘Als ’t bruine veld’ voor 4-stemmig koor en strijkers. Een muzikale natuurbeschrijving. Tekstherhalingen, een levendiger wordende melodie en begeleiding leiden tot een climax.

### Kinderliederen
Tinel schreef eenvoudige kinderliederen met pianobegeleiding. ‘Het miertje’, ‘Mietje’, ‘Zaterdagavond’…
Van ‘Goên avond, klein Bieke’ is er een orkestratie voor handen.

### Orkestwerken
'Suite voor groot orkest', 'Orkestsuite', 'Herdenking' voor groot orkest, Miniatuurtriptiek voor strijkers', 'Suite voor strijkers', 'Ballade' voor strijkers, en 'Fantasie op Het viel een hemels douwe'  zijn de belangrijkste orkestwerken. Hij schreef ook een  'Fantasie voor trompet in B en orkest '.
Voor fanfare en harmonie componeerde hij onder andere  'Treurmars', 'Reuzegom' (mars), 'Het looze visschertje' (mars), 'De Kerels', 'Drinklied ' en  'Fantasie op Het daghet in den Oosten' .

### Kleinere instrumentale werken
Ten slotte schreef Tinel verscheidene bundels pianowerken, orgelstukken en composities voor diverse kleine bezettingen (3 Thebaanse trompetten; strijkerstrio; -kwartet; -quintet; septet en -octet).